# Фијат G.2
Фиат G.2 је италијански тромоторни путнички авион из периода пред Други светски рат.

## Пројектовање и развој
Пројекат авиона Фиата G.2 је водио инжењер Ђузепе Габријели (Giuseppe Gabrielli) на основу пројектног задатка који је дефинисала авиокомпанија АЛИ чији је власник била Група Фиат. Основни услов је био да авион буде довољно чврст и да има довољно снаге и поузданости да прелеће Алпе. Пројектант се одлучио за концепцију тромоторни, нискокрилни моноплан за 6 путника, потпуно металне конструкције, са фиксним стајним трапом. Авион је био сличан француском авиону Couzinet и енглеском Spartan Cruiser. За италијанску авио индустрију ово је био први авион модерног стила и раскид са традиционлним концептом двокрилаца.
Прототип Фиата G.2 је почео да се ради 1931. Први пут је полетео 1932.

## Технички опис
Труп авиона је био правоугаоног попречног пресека са заобљеним горњим ивицама. Носећа конструкција авиона и облога су биле металне. Носачи мотора су били направљени од челичних заварених цеви. Труп је изведен као центроплан (труп изједна са средњим делом крила и гондолама за смештај крилних мотора). Пилот и путници су делили исти простор. Путничка кабина је имала две колоне са по три седишта поред прозора, седишта леве и десне колоне су била смакнута како би се могло проћи кроз кабину јер није било добољно простора за пролаз између њих. У репу авиона се налазио тоалет и простор за пртљаг. Са десне стране трупа су се налазила врата за улазак посаде и путника у авион. Са обе стране трупа авиона било је по 6 великих правоугаоних прозора. Путничка кабина је имала звучну изолацију зидова и таванице као систем за грејање и проветравање кабине.
Овај авион је био опремљен са три мотора један мотор се налазио на кљуну трупа а два на крилима авиона. На вратилима мотора су биле двокраке дрвене елисе са фиксним кораком. Мотори су били постављени на челичне носаче и обложени алуминијумским лимом. На предњим деловима капотаже мотора налазили су се отвори за улазак хладног ваздуха за хлађење мотора. Авион G.2 је послужио као својеврсна платформа за реално тестирање мотора у раду. Наиме овај авион је у току свога века користио четири мотора и то редом: Фиат А.60 снаге 135 KS (99 kW); Алфа Ромео 119-1 снаге 120 KS (89 kW); де Хевиланд Џипси Мајор снаге 120 KS (89 kW) и на крају Фиат А.54 снаге 140 KS (103 kW). 
Полу крила авиона су била металне конструкције (од дуралуминијума), средње дебелог профила, имало је две рамењаче и ребара такође од дурала и облогу од алуминијумског лима. Крила су имала облик трапеза са заобљеним крајем, а настављала су се на центроплан иза гондола са моторима. Предња ивица крила била је закошена унсзсд у односу на труп авиона. Крилца су била направљена од метала прекривена платном. На крилима су се налазила проширења (гондоле) на којима су били причвршћени крилни мотори. На деловима крила између мотора и трупа авиона је било доста простора за смештај резервоара за гориво. Кроз крила су провучене све инсталације неопходне за управљање и контролу авиона.
Репне површине код овог авиона су класичне, састоје се од вертикалног и хоризонталних стабилизатора на које су прикључени кормило правца и кормила дубине. Носећа конструкција је од дуралумина а облога фиксних елемената (стабилизатора) од алуминијумског лима, док су облоге покретних елементи (кормила) од импрегнираног ватроотпорног платна. Принципи везивања и технологија су исти као код крила. Хоризонтални стабилизатори су помоћу V-косих упорница са доње стране причвршћене за дно трупа.
Стајни трап је фиксан неувлачећи. Састоји се од два предња независна точка (са гумама за напумпавањем) причвршћена за труп авиона у пределу испод крила. Испод репа се налази неувлачећи гумени точак. Полуосовине које носе точкове су направљене од челика високе чврстоће и обликоване су тако да обезбеђују максималну крутост уз минималну тежину. Налазе се на крајевима виљушки које су зглобно повезане са трупом у равни симетрије. Друга веза полуосовине је са конструкцилом гондоле крилних мотора преко вертикалног подупирача у кога је уграђен амортизер. Сврха овог амортизера је да ублжи ударна оптерећења која се јављају при слетању авиона или приликом вожње по неравном тлу. Размак између точкова је прилично велик што је гарантовало већу стабилност авиона при слетању и полетању. Сви точкови су имали аеродинамичке лимене облоге у циљу смањења ваздушног отпора.

## Верзије
- G.2  : оригинална верзија опремљена са три мотора Фиат А.60 од 135 KS (99 kW)
- G.2/2  : модел опремљен моторима Алфа Ромео 110-1 од 120 KS (89 kW)
- G.2/3  : модел опремљен моторима од 120 KS (89 kW) де Хавилланд Џипси Мајор
- G.2/4  : модел опремљен са радијалним моторима од 140 KS (103 kW) Фиат А.54

## Оперативно коришћење
Упркос почетним проблемима, што је уобичајено код сваког прототипа па и авиона G.2, авио-компанија га је одмах укључила на редовну линију Торино-Милано. Поред тога у том периоду авион је учествовао на сајмовима, комерцијалним изложбама  и демонстрационим летовима у иностранству. Авион је имао регистрацију I-FIAT.
Несумњиво је да је по својим техничким решењима, авион G.2 био испред свог времена, што је каснији развој авијације и потврдио, авион није доживео никакав комерцијални успех. Колико је томе допринео квалитет уграђених мотора  остаје да се нагађа. Чињеница јесте, да је за непуних десет година експлоатације овог авиона промењено 4 различита мотора (види поглавље Верзије). Направљен је само један примерак овог авиона (прототип). Компанија "АЛИ" га је користила  десетак година и 1942. године продала бразилској авиокомпанији ВАРИГ.
Авион је регистрован ПП-ВАМ и коришћен је за отварање нове међународне линије између Бразила и Монтевидеа, главног града Уругваја, прве ВАРИГ-ове линије изван бразилске савезне државе Рио Гранде до Сул. Авион је потом продат авио-компанији „АСА – Аеровиа СА“ из Минас Жераиса, регистрован ПП-ЛАХ и коришћен као поштански авион до јануара 1946., када је пао и није га било могуће поправити.

### Сачувани примерци
Није сачуван овај авион, нити неки његов део. У Музеју војног ваздухопловства (Museo Storico) у Виња ди Вале, близу Рима се чува верна макета овог авиона који је веома значајан у развоју италијанског ваздухопловства.

## Земље које су користиле авион
- Бразил
- Италија